# Iaria interstitialis
Iaria interstitialis är en stekelart som först beskrevs av Cameron 1907.  Iaria interstitialis ingår i släktet Iaria och familjen brokparasitsteklar. Inga underarter finns listade i Catalogue of Life.